# Suguru Geto
Suguru Geto (夏油 傑?, Getō Suguru) è un personaggio immaginario del manga Jujutsu kaisen 0 di Gege Akutami. Suguru Geto un potente stregone in passato amico di Satoru Gojo, è alla ricerca della Maledizione Rika Orimoto, la quale è a sua volta legata al protagonista della serie prequel, Yuta Okkotsu. Geto compare anche nella serie principale Jujutsu kaisen - Sorcery Fight, dove, attraverso numerosi flashback, viene approfondito il suo rapporto con Gojo e il progressivo deterioramento della loro amicizia, culminato in un conflitto tra i due. Nella trama principale, il corpo di Geto viene controllato da Kenjaku (羂索?, Kenjaku) un antico stregone che utilizza una Tecnica Maledetta in grado di trapiantare il proprio cervello in altri corpi. L’obiettivo di Kenjaku è quello di far evolvere l’umanità attraverso l’uso dell’Energia Maledetta, nel tentativo di dar vita a una nuova età dell’oro della stregoneria, ispirata al periodo Heian.
Nell'adattamento anime di Jujutsu kaisen, Geto è doppiato in giapponese da Takahiro Sakurai e in italiano da Omar Maestroni. Il personaggio ha ricevuto elogi dalla critica per il suo ruolo in Jujutsu Kaisen 0, dove si distingue come un antagonista sorprendente grazie ai suoi scontri contro Yuta e i suoi compagni di classe, oltre che per la profonda relazione con Gojo, rivelata attraverso i retroscena condivisi tra i due.

## Creazione e concezione
Gege Akutami ha ideato il personaggio di Suguru Geto ispirandosi a Shinobu Sensui, antagonista del manga YuYu Hakusho di Yoshihiro Togashi, sebbene in seguito si sia dichiarato deluso dal risultato ottenuto. Geto è stato concepito per rappresentare un individuo che sviluppa rapidamente pregiudizi verso gli altri. Il suo nome deriva dalla stazione sciistica giapponese Geto Kogen. Durante la stesura della sua storia, Akutami ha voluto evidenziare il profondo cambiamento di Geto dopo l’abbandono del mondo degli stregoni, mostrando come abbia sviluppato un crescente odio verso gli esseri umani comuni. Inoltre, una delle sue pergamene nella serie è un riferimento al manga Zombie Powder di Tite Kubo.
Akutami ha scelto di legare Geto a Satoru Gojo dopo aver studiato le vesti dei monaci buddhisti, notando la somiglianza tra il nome di Gojo e il gojo-gesa, un particolare tipo di abito monastico. Ha voluto anche sottolineare la simbologia nei loro nomi: Satoru (悟, “illuminazione”), rappresenta il talento innato, mentre Suguru (傑, “eccezionale”) riflette un’eccezionalità raggiunta attraverso l’impegno. Nel prequel, Geto indossa abiti da monaco, a simboleggiare il contrasto tra il suo ruolo di falso leader religioso e l’immagine affidabile dei monaci nel mondo reale.
Con la rivelazione che il vero Geto muore in Jujutsu kaisen 0 e che il personaggio nella serie principale è in realtà Kenjaku nel suo corpo, Akutami ha suggerito che una delle braccia del corpo di Geto conserva ancora parte della sua coscienza, come mostrato quando Gojo lo incontra, lasciando intendere che Geto stia ancora lottando interiormente contro Kenjaku. L'autore ha paragonato Kenjaku a Orochimaru, antagonista del manga Naruto di Masashi Kishimoto, come modo per spiegare la resurrezione del personaggio.
Secondo Akutami, Geto è estremamente potente e avrebbe potuto sconfiggere Yuta se fosse riuscito a distruggere la barriera soprannaturale tra Shinjuku e Kyoto. La sua tecnica più potente, Uzumaki, è ispirata all’omonimo manga horror di Junji Ito, anche se Akutami ha cercato di evitare riferimenti troppo espliciti per non incorrere nel rischio di plagio.
Per il film Jujutsu kaisen 0 - Il film, lo sceneggiatore Hiroshi Seko ha spiegato che, per adattare la storia a un film di due ore, è stato necessario aggiungere nuovi elementi, come il passato di Yuta Okkotsu e il legame tra Gojo e Geto. In seguito, Seko ha descritto le scene d’azione della seconda metà del film – comprese quelle con Gojo, Okkotsu, Geto e Rika – come particolarmente emozionanti. L’inclusione di Gojo nella trama è stata pensata in modo naturale, con l’intento di approfondire la sua relazione con Geto, esplorata ulteriormente anche nella serie anime. Tuttavia, secondo il regista Sunghoo Park, il team creativo ha evitato di dare troppo spazio ai due personaggi, per non distogliere l’attenzione dalla narrazione principale incentrata su Okkotsu e Rika. Infine, Seko ha rivelato che il combattimento finale tra Okkotsu e Geto è stato ampliato con una scena aggiuntiva in cui Geto sputa sangue.

### Doppiaggio
Takahiro Sakurai, doppiatore giapponese di Suguru Geto, si è detto colpito dall’eccezionalità dei protagonisti di Jujutsu kaisen - Sorcery Fight. Prima di registrare il film, Sakurai ha letto il manga Jujutsu Kaisen 0, rimanendo scioccato dalla rivelazione legata a Kenjaku. Tra gli aspetti che più lo hanno sorpreso vi è stato il legame amichevole tra Geto e Gojo, che aggiunge profondità al personaggio. Sebbene Jujutsu Kaisen 0 rappresenti la prima interazione tra Geto e Yuta Okkotsu, Sakurai aveva già collaborato in passato con Megumi Ogata, la doppiatrice di Yuta, facilitando così la costruzione dell’alchimia tra i due personaggi. In italiano è doppiato da Omar Maestroni.

## Biografia del personaggio
Suguru Geto è uno stregone di grado speciale, ex studente di Masamichi Yaga ed ex compagno di classe di Satoru Gojo e Shoko Ieiri. La sua Tecnica Maledetta, Manipolazione degli Spiriti Maledetti (呪霊操術?, Jurei Sōjutsu), gli consente di assorbire e controllare le maledizioni naturali, trasformandole in sfere nere che deve ingerire oralmente per comandare gli spiriti maledetti. Prova un forte odio per i non stregoni (che lui definisce "scimmie") e desidera sterminarli per poter creare un mondo di soli stregoni. Introdotto nella serie prequel Jujutsu kaisen 0, Geto mostra interesse per la maledizione della giovane Rika Orimoto, la quale protegge il protagonista Yuta Okkotsu, allievo di Gojo, sperando che assorbendola possa diventare lo stregone più potente del mondo e e realizzare cosi il suo sogno. In assenza di Gojo, Geto attacca e sconfigge facilmente gli amici di Yuta. Tuttavia, Okkotsu, insieme a Rika ora sotto il suo controllo, contrattacca. Geto utilizza la sua tecnica più potente, Massimo: Uzumaki (極ノ番「うずまき」?, Gokunoban Uzumaki), ma viene infine sconfitto. Dopo aver perso un braccio durante lo scontro, Geto fugge, pianificando la vendetta per riappropriarsi di Rika. Viene poi raggiunto da Gojo, che gli ricorda il loro passato, e Geto gli chiede di ucciderlo.
Undici anni prima degli eventi di Jujutsu Kaisen 0, durante il periodo in cui frequentava la Scuola di Arti Occulte di Tokyo, Geto era uno studente eccellente, al pari di Gojo. Nel loro secondo anno, furono incaricati di scortare Riko Amanai, il “Ventre del Fluido Astrale”, destinata a fondersi con lo stregone immortale Tengen. Tuttavia, prima che la fusione avvenga, vengono attaccati dal mercenario Toji Fushiguro, che sconfigge entrambi e uccide Riko. Dopo che Gojo si è ripreso e ha ucciso Toji, Geto inizia a dubitare del proprio ruolo da stregone e, disilluso dal dovere di proteggere i non stregoni a scapito degli amici, giura di rompere questo ciclo eliminando ogni non stregone per prevenire la nascita di ulteriori spiriti maledetti. Abbandona la scuola e massacra un villaggio usando i suoi poteri, inclusi i suoi genitori. Gojo lo affronta, ma non riesce a ucciderlo e lo lascia fuggire.
Sebbene in Jujutsu kaisen - Sorcery Fight Geto sembri ancora vivo e stia pianificando di affrontare nuovamente Gojo, si scopre che la vera identità dietro il suo corpo è Kenjaku, un antico stregone che controlla il corpo attraverso il trapianto cerebrale. Il “falso” Geto spiega il suo piano di sfruttare le abilità di Geto per dominare gli spiriti maledetti e raggiungere i propri obiettivi, avendo in precedenza posseduto Noritoshi Kamo  (加茂憲倫?, Kamo Noritoshi). Utilizza quindi la tecnica Uzumaki per sfruttare la capacità di manipolare le anime di uno degli spiriti assorbiti in passato. Con questa abilità, manipola le anime delle persone da lui marchiate, evocando gli stregoni del passato come incarnazioni, e scatena i suoi spiriti maledetti, riportando il mondo a una condizione simile all’era Heian, prima di fuggire. Dopo l’incidente di Shibuya, Tokyo viene invasa da maledizioni.
La vera identità di Geto si rivela essere Kenjaku, che pianifica di sfruttare lo stato vulnerabile di Tengen per fondere tutta l’umanità con lui. Prima dell’incidente di Shibuya, Kenjaku ha rivelato l’esistenza dell’energia maledetta al governo americano e ad altre nazioni, convincendoli a usare i Giochi di Abbattimento per rapire stregoni e maledire gli utenti come fonte di energia. Con il raggiungimento degli obiettivi dei Giochi di Culling, Kenjaku attacca la scuola di arti occulte per catturare Tengen. Durante il processo, sconfigge Choso e Yuki Tsukumo e mette alle strette l’indebolito Tengen. Kenjaku impone con la forza una regola per concludere i Giochi di Abbattimento dopo la morte di tutti i partecipanti, tranne lui e Sukuna. Successivamente, affronta Takaba nelle Colonie, dove rimane sorpreso dalla capacità di quest’ultimo di sopravvivere ai suoi attacchi e inizia a combattere con astuzia pari a quella di Takaba. Pur vincendo lo scontro, la battaglia distrae Kenjaku abbastanza a lungo da permettere a Yuta di coglierlo di sorpresa e decapitarlo.

## Altri media
Geto appare anche come personaggio giocabile nel gioco di combattimento Jujutsu Kaisen: Cursed Clash.

## Accoglienza

### Popolarità
Durante la promozione di Jujutsu Kaisen 0, Uniqlo ha realizzato una linea di magliette dedicate a Suguru Geto. In un sondaggio di popolarità condotto da Viz Media nel marzo 2021, Geto si è classificato al 12° posto tra i personaggi più amati del franchise di Jujutsu kaisen. Nel secondo sondaggio, la sua popolarità è cresciuta notevolmente, arrivando al 4° posto. Gege Akutami ha commentato questo aumento di gradimento proprio durante il giorno di San Valentino, suggerendo che possa essere legato all'uscita del film. In occasione dell’8ª edizione dei Crunchyroll Anime Awards, Geto è stato nominato come miglior personaggio non protagonista, mentre Martial Le Minoux ha vinto il premio come miglior doppiatore francese per la sua interpretazione del personaggio.

### Critica
La critica ha accolto favorevolmente il personaggio di Suguru Geto. Cezary Jan Strusiewicz, nella sua recensione del film prequel per Polygon, lo ha definito un antagonista divertente con una "personalità più grande della vita". Diversi critici hanno paragonato Geto a Magneto della Marvel Comics, per il loro comune desiderio che i soprannaturali dominino il mondo. Jemima Sebastian di IGN ha accostato Geto a Gellert Grindelwald della saga di Harry Potter, evidenziando parallelismi nelle loro convinzioni discutibili e immorali riguardo al miglioramento dell’umanità a discapito dei protagonisti. Sebastian cita in particolare il discorso di Geto nel film, in cui egli dichiara di non avere alcun riguardo per i non-stregoni, descrivendo dettagliatamente i suoi piani per un’utopia.
Kestrel Swift, recensendo il film per The Fandom Post, ha apprezzato la storia di Geto e si è detta interessata a un ulteriore approfondimento dell’amicizia tra lui e Gojo, anche se ha trovato il suo ruolo di cattivo meno sorprendente rispetto ad altre opere. Anche Manga News ha espresso interesse nel continuare a esplorare il legame tra Gojo e Geto. Daniel Feathers, recensendo il doppiaggio inglese per The Fandom Post, ha lodato in particolare la performance di Lex Lang, definendola la migliore del film.
Lauren Tidmarsh, scrivendo per Comic Book Resources, ha considerato Geto e Yuji Itadori come decostruzioni dell’archetipo dell’eroe, evidenziando come entrambi siano diventati stregoni per proteggere gli altri. Tuttavia, Tidmarsh sottolinea che le loro reazioni ai fallimenti sono state molto diverse: Itadori trova sostegno nell’amicizia con Megumi Fushiguro, che lo porta su una strada più positiva, mentre Geto si isola, scegliendo un percorso opposto. Dopo l’adattamento anime dei flashback di Geto e Gojo da giovani, Ana Diaz di Polygon ha notato che molti fan hanno creato storie dōjinshi con i due personaggi, alcune delle quali sono diventate virali. James Beckett di Anime News Network e Charles Hartford di Why Though hanno entrambi elogiato la rappresentazione della loro relazione e la discesa di Geto nella follia.
Nel climax del film Jujutsu kaisen 0 - Il film, dopo la sconfitta contro Yuta Okkotsu e la fuga, Gojo appare e uccide Geto. Questa scena ha generato confusione tra alcuni spettatori, poiché Geto compare ancora nella serie televisiva ambientata un anno dopo gli eventi del film. La sopravvivenza di Suguru Geto non viene spiegata nell’anime, e gli sceneggiatori hanno invitato i fan a leggere il manga per comprendere i dettagli. Dopo la rivelazione che Kenjaku controlla il corpo di Geto, Lauren Tidmarsh ha ipotizzato che Geto possa aver conservato i suoi ricordi e stia lottando per riprendersi il controllo del proprio corpo, come suggerito dalla scena del braccio che attacca il corpo posseduto dopo l’incontro con Gojo.
Īchi Narimare, sceneggiatore di Real Sound, ha elogiato la complessità della storia che coinvolge Geto e Gojo, inclusa la svolta narrativa che rivela Kenjaku come controllore del cadavere di Geto. Manga News ha accolto con sentimenti contrastanti questa rivelazione: uno degli autori ha ritenuto che il colpo di scena danneggi il personaggio di Geto, oscurandone il passato con la presenza di Kenjaku, mentre un altro ha giudicato la mossa efficace, poiché ora Gojo, uno dei personaggi più forti della serie, potrebbe essere sconfitto da questa nuova incarnazione di Geto.